# De man van veel
De man van veel is een Nederlandse roman uit 2013, geschreven door Karin Amatmoekrim. Het boek gaat over de periode die Anton de Kom doorbracht in psychiatrische kliniek Ramaer, van 13 december 1939 tot 1 maart 1940.

## Historische achtergrond
De Kom werd in 1939 op verzoek van zijn vrouw Nel opgenomen in de psychiatrische kliniek Ramaer te Loosduinen. Hij zou zich thuis voortdurend agressief hebben gedragen en was niet langer te handhaven. Hij worstelde in die tijd met historische feiten. Hij deed in Nederland onderzoek in de Koninklijke Bibliotheek naar het slavernijsysteem van Suriname, dat daar in de periode 1863-1873 was afgeschaft. Hij kende dat slechts uit flarden in de overlevering, die hij als kind meekreeg van zijn ouders.
Toen hij zijn boek Wij slaven van Suriname had voltooid, bleven de gruwelijkheden die de Nederlandse overheid had begaan in zijn gedachten. Eind 1932 keerde hij terug naar Suriname, omdat zijn moeder op sterven lag. Hij werd daar tot zijn eigen verrassing onthaald als verlosser door de talloze slachtoffers van het koloniale bewind.
Na maanden illegale detentie in Fort Zeelandia werd De Kom met zijn gezin op de boot terug naar Nederland gezet. Daar zorgde de geheime dienst ervoor dat hij geen baan meer kon verwerven, omdat hij als staatsgevaarlijk element werd beschouwd. De jarenlange financieel uitzichtloze situatie droeg bij aan zijn psychische moeilijkheden.

## Inhoud
De Kom weet tussen de initiële slaapkuren door dat hij is opgenomen in een vrij comfortabel krankzinnigengesticht. Hij probeert erachter te komen of zijn vrouw Nel hem terecht heeft doen opnemen, of dat dit de zoveelste zet van de duivelse koloniale overheid is. In Suriname is een ongevaarlijke activist Stampu immers ook levenslang vastgezet in een gesticht. De lezer is getuige van het helingsproces bij De Kom. Iedereen, tot en met de directeur, heeft uiteindelijk het beste met hem voor en op 1 maart 1940 kan hij min of meer hersteld de kliniek verlaten met Nel en zijn kinderen.